# Number 12 Looks Just Like You
Number 12 Looks Just Like You este episodul 137 al serialului american Zona crepusculară. Povestea se desfășoară într-un viitor distopic în care toată lumea trebuie să-și înlocuiască corpul cu unul dintre modelele fizic atractive puse la dispoziție de liderii societății pentru a asigura conformitatea. A fost difuzat pe data de 24 ianuarie 1964.

## Prezentare

### Introducere
| “ | Dacă ar avea șansa, ce tânără nu și-ar înlocui chipul simplu cu unul drăguț? Ce fată ar putea refuză oportunitatea de a fi frumoasă? În lipsa unei estimări mai bune, să-i spunem anul 2000. În orice caz, imaginați-vă o perioadă în viitor în care știința a dezvoltat mijloace prin care poate oferi tuturor chipul și corpul la care visează. Poate că nu se va întâmplă mâine, dar se întâmplă acum în Zona crepusculară. | ” |

### Intriga
Într-o societate a viitorului, toți tinerii de nouăsprezece ani trec printr-un proces cunoscut sub numele de „Transformarea”, în care corpul fiecărui individ este înlocuit cu unul fizic atractiv, ales dintr-o mulțime de modele numerotate. Procesul încetinește îmbătrânirea, conferă indivizilor imunitate în fața bolilor, prelungind astfel durata de viața, și efectuează modificări psihologice nespecificate. Datorită popularității modelului feminin nr. 12 și a modelului masculin nr. 17, toți adulții poartă insigne cu numele lor pentru a evita confuzia.
Marilyn Cuberle, în vârstă de optsprezece ani, este hotărâtă să nu treacă prin Transformare. Nimeni nu poate înțelege decizia sa, iar cei din jurul său sunt nedumeriți de ura sa față de conformitatea și superficialitatea vieții contemporane. Convingerile sale „radicale” i-au fost insuflate de tatăl ei, acum decedat, care i-a oferită cărți interzise și a ajuns să regrete faptul că și-a pierdut identitatea prin Transformare, motiv pentru care a ales să comită suicid.
Când medicului Rex i se aduce la cunoștință refuzul tinerei, acesta o internează în spital împotriva voinței sale pentru o examinare medicală. Marilyn bănuiește că, deși nu este obligatorie din punct de vedere legal, Transformarea nu este opțională și este susținută de liderii societății pentru a garanta conformitatea. Cea mai bună prietenă a sa, Valerie, care a trecut deja prin Transformare, privește cu dezinteres protestele lui Marilyn, chiar și atunci când aceasta plânge. Tânăra conștientizează că toți cei care trec prin Transformare își pierd capacitatea de a empatiza. Încearcă să evadeze din spital, dar ajunge în sala de operație pentru a trece prin Transformare.
Medicul Rex, care a operat-o pe Marilyn, menționează că unii privesc cu îndoială ideea Transformării, însă „îmbunătățirile” aduse procedurii garantează acum un rezultat pozitiv. Marilyn reapare, arătând și gândind exact ca Valerie. „Și cel mai frumos lucru dintre toate, Val”, spune ea, „este că semăn cu tine!”.

### Concluzie
| “ | Portretul unei domnișoare îndrăgostite - de ea însăși. Improbabil? Poate. Dar într-o epocă a chirurgiei plastice, a culturismului și a cosmeticii fără limite, să ezităm a spune imposibil. Acestea și alte binecuvântări ciudate ar putea urma în viitorul, care, până la urmă, „este” Zona crepusculară. | ” |